# Siwalikbergen

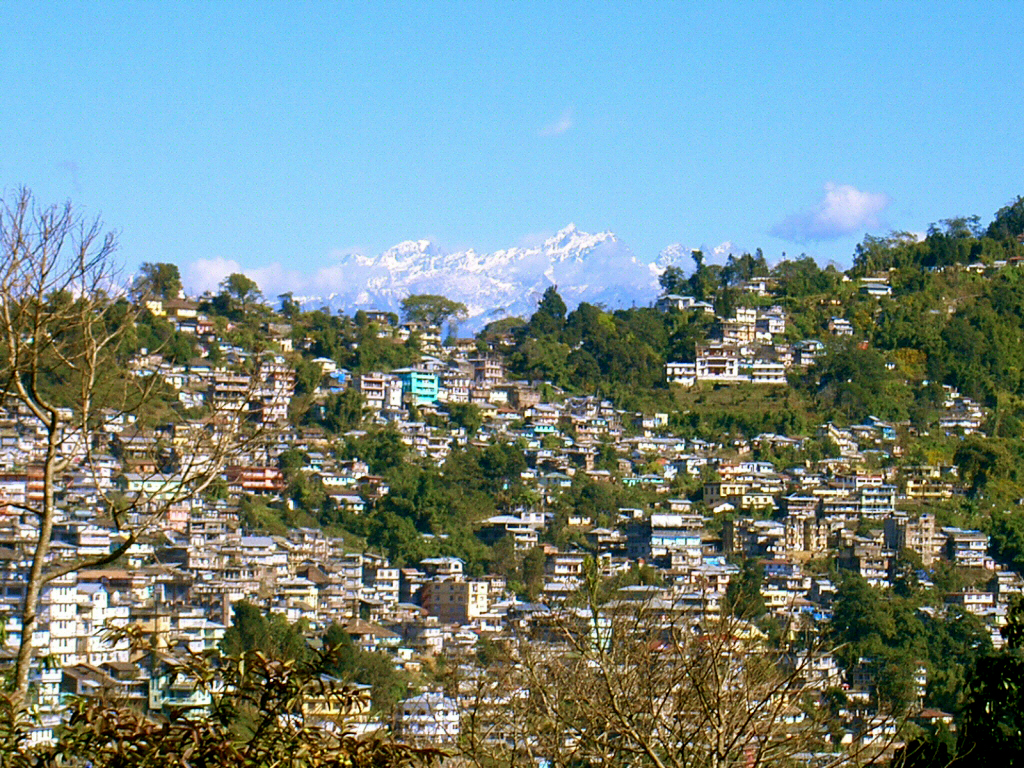
Kalimpong är en del av Siwalikbergen.

Siwalikbergen är en indisk bergskedja, som från Hardwar vid Ganges i öster följer södra gränsen av distriktet Dehradun i delstaten Uttarakhand samt fortsätter genom norra Punjab till Sutlejs biflod Bias omkring 320 km. De utgör slättbygdens norra gräns och är genom dalar skilda från de nordligare delarna av Himalayamassivet. De har en höjd av 600-1 100 meter, en medelbredd av 16 kilometer och består av mycket mäktiga tertiära sandstenslager, vilka innesluter fossila lämningar av däggdjur, bland annat av Sivatherium giganteum, en särskilt stor idisslare.